# Alana Smith
Alana Smith   (Mesa, 20 d'octubre de 2000) és una persona no-binària patinadora de monopatí dels Estats Units d'Amèrica.

## Carrera
L'any 2013, a 12 anys, Smith va aconseguir un 540 McTwist i es va tornar el medallista més jove de la història dels X Games quan va guanyar la plata a la prova femenina a l'edició de Barcelona.
Va acabar en la primera posició a la categoria Girls Combi Pool Classic de la Copa del Món d'Skateboarding l'any 2015.
El 2016, Smith i Nora Vasconcellos es van unir a l'equip de monopatí d'Eugene com a dones ambaixadores de la marca.
El 2021, va competir a l'esdeveniment de monopatí de carrer femení als Jocs Olímpics d'Estiu de 2020 i va obtenir l'última posició d'entre 20 competidors en la fase d'eliminatòries. Així, es va convertir en la primera persona obertament no-binària a competir en els Jocs Olímpics i va inscriure el pronom neutre "they/them" al seu monopatí. Tanmateix, un seguit de presentadors esportius van malgeneritzar Smith durant la cobertura de l'activitat, inclosos comentaristes de BBC Sport i d'un canal internacional que es va emetre a NBC Sports.

## Vida personal
Smith és bisexual i s'identifica com una persona no-binària. En anglès utilitza el pronom neutre they/them.